# 丹皮爾海峽 (印尼)
丹皮爾海峽是印度尼西亞的海峽，由西巴布亞省負責管轄，將新畿內亞西北部的多貝拉伊半島與拉賈安帕特群島的衞吉島和巴丹塔島分隔。
0°36′S 130°36′E / 0.600°S 130.600°E